# Sisyrinchium megapotamicum
Sisyrinchium megapotamicum là một loài thực vật có hoa trong họ Diên vĩ. Loài này được Malme miêu tả khoa học đầu tiên năm 1935.